# Christopher Paolini
Christopher Paolini (Los Angeles, 17 de novembre de 1983) és l'autor de la trilogia El Llegat, composta pels llibres Eragon, Eldest, Brisingr, i Llegat.

## Biografia
Christopher Paolini va néixer el 1983 a Califòrnia, tot i que va créixer i viu a la zona Paradise Valley, a Montana. Els seus pares són Kenneth Paolini i Talita Hodgkinson, i la seva germana es diu Angela. Va rebre l'educació escolar a casa seva, i es va graduar amb quinze anys mitjançant un curs acreditat per correspondència.
Després de la graduació es posà a treballar en el que seria la novel·la Eragon i la seva seqüela, Eldest, basades a Alagaësia. Va publicar el primer llibre amb quinze anys i a l'edat de dinou es va convertir en un best-seller.
El 2002, Eragon va ser publicat de manera privada pels seus pares, i ell es dedicà a promocionar-lo anant per les escoles i biblioteques, fent xerrades, i sempre disfressat a l'estil medieval. En una de les seves promocions va fer un discurs a l'escola del fillastre de Carl Hiaasen, que va gaudir tant de la seva lectura que en va parlar al seu editor Knopf. Knopf va fer una oferta per Eragon i la resta del cicle, (abans era una trilogia però s'ha allargat per un nou llibre). La segona edició es va publicar a l'agost de 2003. L'any 2018 va publicar La forquilla, la fetillera i el drac, un recull de tres narracions ambientades a Alagaësia.
Alguns crítics han denunciat un cert to de plagi sobre la sèrie. Paolini ha dit que la seva major inspiració són Tolkien i Beowulf.
S'ha fet una adaptació cinematogràfica d'Eragon.

## Obres
- Eragon (2002)
- Eldest (2005)
- Brisingr (2008)
- Llegat (2011)
- Murtagh (2023)